# Sentinel-osztály
A Sentinel osztály a Brit Királyi Haditengerészet, két hajóból álló, felderítőcirkáló-osztálya volt. Az osztályba a HMS Sentinel és a HMS Skirmisher tartozott. A Sentinel eredetileg az Inchkeith nevet kapta volna, melynek következtében az osztály neve is Inchkeith osztály lett volna, de az építés kezdete előtt úgy döntöttek, hogy a hajó neve legyen inkább Sentinel.
A Sentinel osztályú hajók, egy nagyobb, nyolc hajóból álló megrendelés részei voltak. A megrendelést négy különböző hajógyár közt osztották ki, és ennek megfelelően alakultak ki az osztályok is. A hajógyárak maguk tervezték az osztályokat, a kikötés az volt, hogy olyan cirkálókat építsenek,  melyek képesek elérni a 25 csomós sebességet, illetve fel lehet szerelni őket tíz darab 76 mm-es és nyolc darab 47 mm-es ágyúval, valamint két torpedóvető csővel. A Sentinel osztály mellett így készült az Adventure, a Forward, és a Pathfinder osztály is. A Sentinel osztály hajóit a Barrow-in-Furness-i Vickers Limited hajógyárban építették. Egy ideig mind a nyolc hajót a Sentinel osztályba sorolták, mivel a hajók közül a HMS Sentinelt kezdték először építeni, és ezt is bocsátották vízre elsőként. Szintén a Sentinel volt az első a hajók közt, amit befejeztek. A Sentinel osztály mindkét tagját 1903-ban kezdték építeni, és mindkettőt 1905-ben fejezték be.
Az osztály feladata eredetileg az lett volna, hogy a rombolórajok előtt haladva felderítse a terepet, és ha ellenséges rombolót észlel, semmisítse meg azt. Erre a feladatra azonban túl lassúnak bizonyult, mert az új gőzturbinás hajtóművel rendelkező rombolók, jóval gyorsabbak voltak a Sentinel osztály cirkálóinál. A hajók kezdeti fegyverzetét hamar továbbfejlesztették. A 76 mm-es ágyúk számát megnövelték kettővel, a 47 mm-es ágyúkat pedig 57 mm-esekre cserélték. 1911-ben és 1912-ben a 76 mm-es ágyúkat is kicserélték kilenc darab 102 mm-es ágyúra. Az osztály mindkét hajója részt vett az első világháborúban, majd azt követően eladták őket szétbontásra.

## Az osztály hajói
- Sentinel - A hajót 1904. április 19-én bocsátották vízre, majd 1923-ban eladták szétbontásra.
- Skirmisher - A hajót 1905. február 7-én bocsátották vízre, majd 1920-ban eladták szétbontásra.